# Denver Broncos 1984
La stagione 1984 dei Denver Broncos è stata la 15ª della franchigia nella National Football League, la 25ª complessiva e la 4ª con Dan Reeves come capo-allenatore.
La squadra vinse un record di franchigia di 13 gare, conquistando la AFC West. La stagione si chiuse però nel divisional round dei playoff con una sconfitta in una gara equilibrata contro i Pittsburgh Steelers, in una sfida che vide John Elway infortunarsi nel finale, impedendogli di guidare i Broncos alla rimonta. In un'annata segnata da una rivalità contro i compagni della AFC West di Seattle, nessuna delle due squadre riuscì a raggiungere la finale di conference.

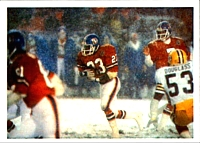
Una corsa del running back dei Broncos Sammy Winder contro i Green Bay Packers nel 1984

## Scelte nel Draft 1984
| Scelte dei Broncos nel Draft 1984 |        |                |                  |             |
| Giro                              | Scelta | Giocatore      | Ruolo            | College     |
| 2                                 | 46     | Andre Townsend | Defensive end    | Mississippi |
| 3                                 | 78     | Tony Lilly     | Defensive back   | Florida     |
| 4                                 | 89     | Randy Robbins  | Defensive back   | Arizona     |
| 6                                 | 159    | Aaron Smith    | Linebacker       | Utah State  |
| 7                                 | 186    | Clarence Kay   | Tight end        | Georgia     |
| 8                                 | 207    | Winford Hood   | Guard            | Georgia     |
| 8                                 | 218    | Scott Garnett  | Defensive tackle | Washington  |
| 9                                 | 245    | Chris Brewer   | Running back     | Arizona     |
| 10                                | 272    | Bobby Micho    | Tight end        | Texas       |
| 11                                | 299    | Gene Lang      | Running back     | LSU         |
| 12                                | 326    | Murray Jarman  | Wide receiver    | Clemson     |

## Roster
| Roster dei Denver Broncos nel 1984 |
| --- |
| Quarterback - 7 John Elway Running Back - 33 Gene Lang FB - 30 Steve Sewell - 47 Gerald Willhite FB/PR - 23 Sammy Winder Wide Receiver - 84 Clint Sampson - 81 Steve Watson Tight End - 88 Clarence Kay Offensive Linemen - 54 Keith Bishop G - 64 Billy Bryan C - 63 Mark Cooper G - 78 Winford Hood G - 60 Paul Howard G - 76 Ken Lanier T Defensive Linemen - 79 Barney Chavous DE - 68 Rubin Carter DT - 75 Rulon Jones DE - 61 Andre Townsend DE Linebacker - 57 Tom Jackson OLB - 77 Karl Mecklenburg ILB - 50 Jim Ryan OLB Defensive Back - 43 Steve Foley FS - 31 Mike Harden CB - 22 Tony Lilly FS - 48 Randy Robbins SS - 49 Dennis Smith SS - 45 Steve Wilson CB - 20 Louis Wright CB Special Team - 3 Rich Karlis K - 4 Chris Norman P |
| Legenda - I rookie sono in corsivo. - Il primo ruolo è il principale mentre gli eventuali successivi indicano i ruoli secondari. - (IR) sta per Injured Reserve ed indica la lista ristretta per un solo giocatore infortunato che può tornare ad allenarsi dopo la settimana 6 e a rientrare in prima squadra dopo che questa ha giocato 8 partite. - (NF-Inj.) / (NF-Ill.) stanno rispettivamente per Non-Football Injured e Non-Football Illness ed indicano le liste dove viene inserito un giocatore che ha un infortunio o una malattia non dipendente dal football americano. - (PUP) sta per Physically Unable to Perform ed indica la lista dove viene inserito un giocatore mentre è in attesa di recuperare la condizione fisica. Nella stagione regolare dopo la sesta partita giocata dalla propria squadra, il giocatore ha tempo tre settimane per riprendere ad allenarsi, più tre settimane aggiuntive dal suo rientro agli allenamenti per rientrare in prima squadra. |

## Calendario

### Stagione regolare
| Stagione regolare |                        |               |                               |        |
| Turno             | Avversario             | Risultato     | Stadio                        | Record |
| 1                 | Cincinnati Bengals     | V 20–17       | Mile High Stadium             | 1–0    |
| 2                 | at Chicago Bears       | S 0–27        | Soldier Field                 | 1–1    |
| 3                 | at Cleveland Browns    | V 24–14       | Cleveland Stadium             | 2–1    |
| 4                 | Kansas City Chiefs     | V 21–0        | Mile High Stadium             | 3–1    |
| 5                 | Los Angeles Raiders    | V 16–13       | Mile High Stadium             | 4–1    |
| 6                 | at Detroit Lions       | V 28–7        | Pontiac Silverdome            | 5–1    |
| 7                 | Green Bay Packers      | V 17–14       | Mile High Stadium             | 6–1    |
| 8                 | at Buffalo Bills       | V 37–7        | Rich Stadium                  | 7–1    |
| 9                 | at Los Angeles Raiders | V 22–19 (DTS) | Los Angeles Memorial Coliseum | 8–1    |
| 10                | New England Patriots   | V 26–19       | Mile High Stadium             | 9–1    |
| 11                | at San Diego Chargers  | V 16–13       | Jack Murphy Stadium           | 10–1   |
| 12                | Minnesota Vikings      | V 42–21       | Mile High Stadium             | 11–1   |
| 13                | Seattle Seahawks       | S 24–27       | Mile High Stadium             | 11–2   |
| 14                | at Kansas City Chiefs  | S 13–16       | Arrowhead Stadium             | 11–3   |
| 15                | San Diego Chargers     | V 16–13       | Mile High Stadium             | 12–3   |
| 16                | at Seattle Seahawks    | V 31–14       | Kingdome                      | 13–3   |

### Playoff
| Turno              | Avversario          | Risultato | Stadio            |
| ------------------ | ------------------- | --------- | ----------------- |
| Divisional Playoff | Pittsburgh Steelers | S 24–17   | Mile High Stadium |

## Classifiche
| AFC West               | AFC West | AFC West | AFC West | AFC West | AFC West | AFC West | AFC West | AFC West | AFC West |
|                        | V        | S        | P        | PCT      | DIV      | CONF     | PF       | PS       | Str:     |
| ---------------------- | -------- | -------- | -------- | -------- | -------- | -------- | -------- | -------- | -------- |
| Denver Broncos(2)      | 13       | 3        | 0        | .813     | 6–2      | 10–2     | 353      | 241      | V2       |
| Seattle Seahawks(4)    | 12       | 4        | 0        | .750     | 5–3      | 8–4      | 418      | 282      | S2       |
| Los Angeles Raiders(5) | 11       | 5        | 0        | .688     | 5–3      | 8–4      | 368      | 278      | S1       |
| Kansas City Chiefs     | 8        | 8        | 0        | .500     | 4–4      | 7–7      | 314      | 324      | V3       |
| San Diego Chargers     | 7        | 9        | 0        | .438     | 0–8      | 3–9      | 394      | 413      | S2       |